# خلاش گنبدی

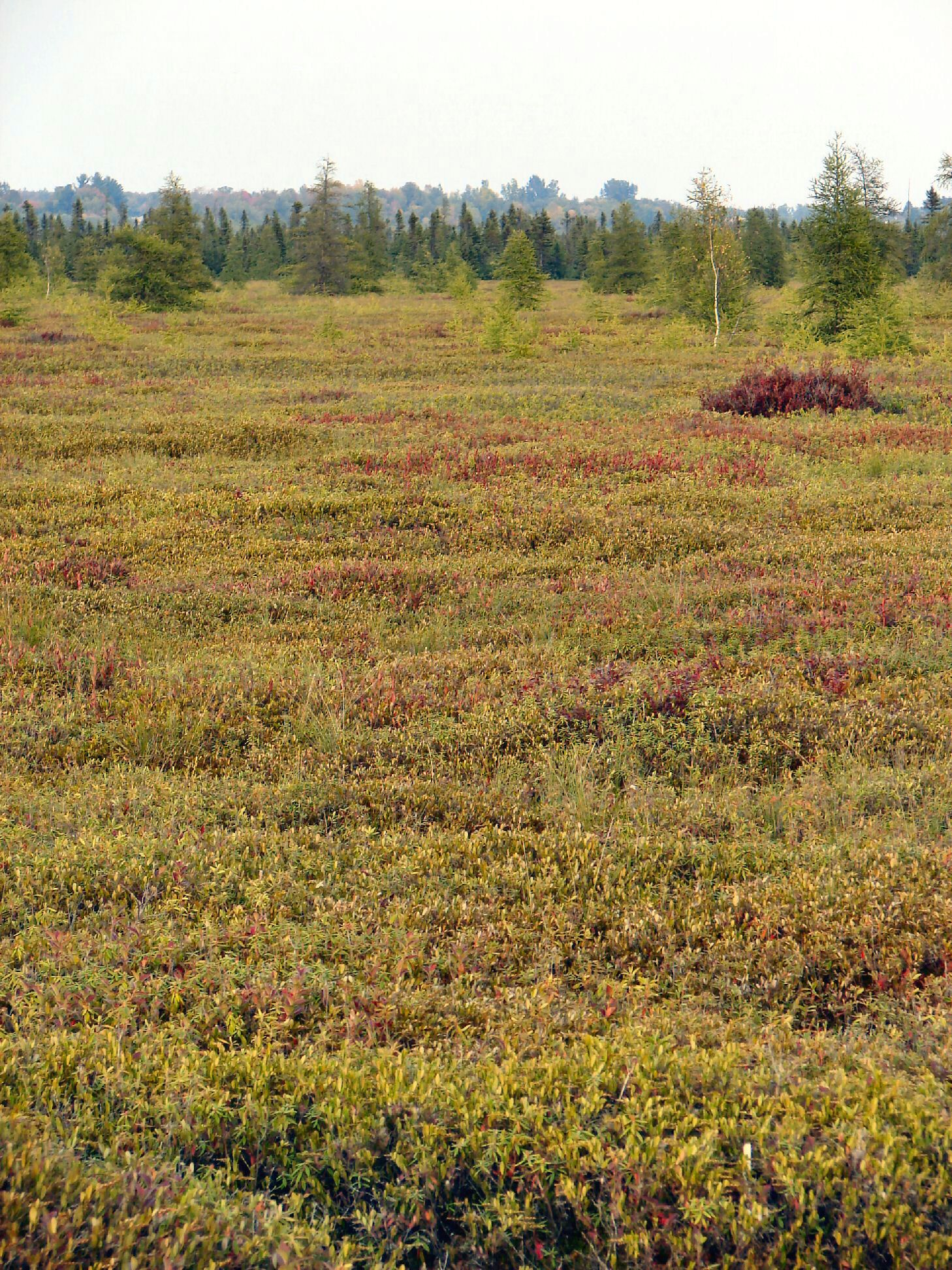

خِلاشِ گنبدی یا گیلاب (انگلیسی: Raised bog) زمین اسفنجی، مرطوب و نرمی که عمدتاً مرکب از خزه تخریب شده یا در حال تخریب و سایر مواد نباتی می‌باشد آن غالباً در دریاچه‌ها یا مخازن راکد کم عمق تشکیل می‌شود و بیشتر به وسیلهٔ خزه اسفاگنام ایجاد می‌شود. پدیده اخیر از سواحل انتشار می‌یابد که شناور در سطح است و نهشتی از مواد نباتی در روی کف می‌دهد.